# اندیس دیلک وردی۲
دیلک وردی۲ یک اندیس فلزی است که در حوالی شهر سیه چشمه استان آذربایجان غربی قرار دارد و مادهٔ معدنی موجود در آن، آرسنیک است.  